# Zaur Mammadov
Zaur Mammadov ou Zaur Məmmədov, né le 21 septembre 1974 à Hindarx, est un officier, major général servant dans les forces spéciales des forces armées azerbaïdjanaises. 

## Biographie
Zaur Mammadov est né à Hindarx, dans le district d'Aghjabadi en République socialiste soviétique d'Azerbaïdjan, alors en Union soviétique. Il est un descendant de Panah Ali Khan, le fondateur et premier dirigeant du khanat du Karabagh qui a construit la forteresse de Choucha.
Zaur Mammadov sert dans les forces spéciales des forces armées azerbaïdjanaises à partir de 1991. Il prend part aux affrontements du Haut-Karabagh de 2016 et de la guerre du Haut-Karabagh de 2020, et est l'un des commandants des forces spéciales azerbaïdjanaises pendant la bataille de Choucha, pour laquelle il reçoit le titre de héros de la guerre patriotique.
Mammadov est nommé premier commandant de Choucha et défile avec le drapeau de la victoire, qui est celui hissé à Choucha après la prise de la ville, lors du défilé de la victoire à Bakou le 10 décembre 2020.

## Distinctions
- Mammadov reçoit l'ordre du drapeau azerbaïdjanais le 24 juin 2005, par décret du président de l'Azerbaïdjan, Ilham Aliyev.
- Mammadov est promu au grade de général de division le 7 décembre 2020, par décret du président Aliyev[2].
- Mammadov reçoit le titre de héros de la guerre patriotique le 9 décembre 2020, par décret du président Aliyev.